# Zápas na letních olympijských hrách
Zápas je součástí programu olympijských her od počátku, s výjimkou Her roku 1900. V roce 1896 se zápasníci utkali pouze v jedné kategorii, a to muži v řecko-římském stylu. V roce 1904 byl zařazen do programu volný styl a to v sedmi váhových kategoriích. V roce 2004 byl do programu zařazen zápas žen ve čtyřech kategoriích ve volném stylu. V roce 2013 byl zápas vyřazen z programu her, což vedlo k zásadním změnám v mezinárodní zápasnické asociaci a k razantní úpravě pravidel, které by měly tento sport divácky zatraktivnit. Následně byl zápas do programu her navrácen.

## Muži

### Řecko-římský
| Váha        | 1896 | 1900–1904 | 1908 | 1912 | 1920 | 1924 | 1928 | 1932 | 1936 | 1948 | 1952 | 1956 | 1960 | 1964 | 1968 | 1972 | 1976 | 1980 | 1984 | 1988 | 1992 | 1996 | 2000 | 2004 | 2008 | 2012 | 2016 | 2020 | Celkem |
| ----------- | ---- | --------- | ---- | ---- | ---- | ---- | ---- | ---- | ---- | ---- | ---- | ---- | ---- | ---- | ---- | ---- | ---- | ---- | ---- | ---- | ---- | ---- | ---- | ---- | ---- | ---- | ---- | ---- | ------ |
| Papírová    |      |           |      |      |      |      |      |      |      |      |      |      |      |      |      | X    | X    | X    | X    | X    | X    | X    |      |      |      |      |      |      | 7      |
| Muší        |      |           |      |      |      |      |      |      | X    | X    | X    | X    | X    | X    | X    | X    | X    | X    | X    | X    | X    | X    |      |      |      |      |      | 14   |        |
| Bantamová   |      |           |      |      | X    | X    | X    | X    | X    | X    | X    | X    | X    | X    | X    | X    | X    | X    | X    | X    | X    | X    | X    | X    | X    |      |      | 21   |        |
| Pérová      |      |           | X    | X    | X    | X    | X    | X    | X    | X    | X    | X    | X    | X    | X    | X    | X    | X    | X    | X    | X    | X    | X    | X    | X    | X    | X    | 25   |        |
| Lehká       |      | X         | X    | X    | X    | X    | X    | X    | X    | X    | X    | X    | X    | X    | X    | X    | X    | X    | X    | X    | X    | X    | X    | X    | X    | X    | X    | 26   |        |
| Velterová   |      |           |      |      |      |      | X    | X    | X    | X    | X    | X    | X    | X    | X    | X    | X    | X    | X    | X    | X    | X    | X    | X    | X    | X    | X    | 11   |        |
| Střední     |      | X         | X    | X    | X    | X    | X    | X    | X    | X    | X    | X    | X    | X    | X    | X    | X    | X    | X    | X    | X    | X    | X    | X    | X    | X    | X    | 26   |        |
| Lehká těžká |      | X         | X    | X    | X    | X    | X    | X    | X    | X    | X    | X    | X    | X    | X    | X    | X    | X    | X    | X    | X    |      |      |      |      |      |      | 20   |        |
| Těžká       |      |           | X    | X    | X    | X    | X    | X    | X    | X    | X    | X    | X    | X    | X    | X    | X    | X    | X    | X    | X    | X    | X    | X    | X    | X    | X    | 25   |        |
| Supertěžká  |      | X         |      |      |      |      |      |      |      |      |      |      |      |      | X    | X    | X    | X    | X    | X    | X    | X    | X    | X    | X    | X    | X    | 13   |        |
| Open        | X    |           |      |      |      |      |      |      |      |      |      |      |      |      |      |      |      |      |      |      |      |      |      |      |      |      |      | 1    |        |
| Celkem      | 1    | 0         | 4    | 5    | 5    | 6    | 6    | 7    | 7    | 8    | 8    | 8    | 8    | 8    | 8    | 10   | 10   | 10   | 10   | 10   | 10   | 10   | 8    | 7    | 7    | 7    | 6    | 6    |        |

| 1908                    | 1912-1920               | 1920–1928                 | 1932–1936               | 1948-1960               | 1964–1968               | 1972–1984               | 1988–1996                  | 2000                      | 2004–2012                 | 2016                      | 2020                      |
| ----------------------- | ----------------------- | ------------------------- | ----------------------- | ----------------------- | ----------------------- | ----------------------- | -------------------------- | ------------------------- | ------------------------- | ------------------------- | ------------------------- |
| supertěžká váha +93 kg  | těžká váha +82,5 kg     | těžká váha +82,5 kg       | těžká váha +87 kg       | těžká váha +87 kg       | těžká váha +97 kg       | supertěžká váha +100 kg | X                          | X                         | X                         | X                         | X                         |
| supertěžká váha +93 kg  | těžká váha +82,5 kg     | těžká váha +82,5 kg       | těžká váha +87 kg       | těžká váha +87 kg       | těžká váha +97 kg       | supertěžká váha +100 kg | supertěžká váha 100–130 kg | supertěžká váha 97–130 kg | X                         | supertěžká váha 98–130 kg | supertěžká váha 97–130 kg |
| supertěžká váha +93 kg  | těžká váha +82,5 kg     | těžká váha +82,5 kg       | těžká váha +87 kg       | těžká váha +87 kg       | těžká váha +97 kg       | supertěžká váha +100 kg | supertěžká váha 100–130 kg | supertěžká váha 97–130 kg | supertěžká váha 96–120 kg | supertěžká váha 98–130 kg | supertěžká váha 97–130 kg |
| supertěžká váha +93 kg  | těžká váha +82,5 kg     | těžká váha +82,5 kg       | těžká váha +87 kg       | těžká váha +87 kg       | těžká váha +97 kg       | těžká váha 90–100 kg    |                            | supertěžká váha 97–130 kg |                           | supertěžká váha 98–130 kg | supertěžká váha 97–130 kg |
| supertěžká váha +93 kg  | těžká váha +82,5 kg     | těžká váha +82,5 kg       | těžká váha +87 kg       | těžká váha +87 kg       | těžká váha +97 kg       | těžká váha 85–98 kg     |                            | supertěžká váha 97–130 kg |                           |                           | supertěžká váha 97–130 kg |
| supertěžká váha +93 kg  | těžká váha +82,5 kg     | těžká váha +82,5 kg       | těžká váha +87 kg       | těžká váha +87 kg       | polotěžká váha 87–97 kg | těžká váha 85–97 kg     | těžká váha 87–97 kg        |                           |                           |                           |                           |
| supertěžká váha +93 kg  | těžká váha +82,5 kg     | těžká váha +82,5 kg       | těžká váha +87 kg       | těžká váha +87 kg       | polotěžká váha 87–97 kg | těžká váha 85–97 kg     | těžká váha 87–97 kg        | těžká váha 84–96 kg       |                           |                           |                           |
| polotěžká váha 73–93 kg | těžká váha +82,5 kg     | těžká váha +82,5 kg       | těžká váha +87 kg       | těžká váha +87 kg       | polotěžká váha 87–97 kg | těžká váha 85–97 kg     | těžká váha 87–97 kg        |                           |                           |                           |                           |
| polotěžká váha 82–90 kg | těžká váha +82,5 kg     | těžká váha +82,5 kg       | těžká váha +87 kg       | těžká váha +87 kg       | polotěžká váha 87–97 kg | těžká váha 85–97 kg     | těžká váha 87–97 kg        |                           |                           |                           |                           |
| polotěžká váha 79–87 kg | polotěžká váha 79–87 kg | těžká váha +82,5 kg       | střední váha 78–87 kg   | střední váha 77–87 kg   |                         | těžká váha 85–97 kg     |                            |                           |                           |                           |                           |
| polotěžká váha 79–87 kg | polotěžká váha 79–87 kg | těžká váha +82,5 kg       | střední váha 78–87 kg   | střední váha 77–87 kg   | střední váha 76–85 kg   | střední váha 75–85 kg   |                            |                           |                           |                           |                           |
| polotěžká váha 79–87 kg | polotěžká váha 79–87 kg | těžká váha +82,5 kg       | střední váha 78–87 kg   | střední váha 77–87 kg   | střední váha 76–85 kg   | střední váha 75–85 kg   | střední váha 74–84 kg      |                           |                           |                           |                           |
| polotěžká váha 79–87 kg | polotěžká váha 79–87 kg | polotěžká váha 75–82,5 kg | střední váha 78–87 kg   | střední váha 77–87 kg   | střední váha 76–85 kg   | střední váha 75–85 kg   |                            |                           |                           |                           |                           |
| polotěžká váha 79–87 kg | polotěžká váha 79–87 kg | střední váha 74–82 kg     | střední váha 78–87 kg   | střední váha 77–87 kg   | střední váha 76–85 kg   | střední váha 75–85 kg   |                            |                           |                           |                           |                           |
| střední váha 72–79 kg   | střední váha 73–79 kg   |                           | střední váha 78–87 kg   | střední váha 77–87 kg   | střední váha 76–85 kg   | střední váha 75–85 kg   |                            |                           |                           |                           |                           |
| střední váha 72–79 kg   | střední váha 73–79 kg   | velterová váha 70–78 kg   |                         | střední váha 77–87 kg   | střední váha 76–85 kg   | střední váha 75–85 kg   |                            |                           |                           |                           |                           |
| střední váha 72–79 kg   | střední váha 73–79 kg   | velterová váha 67–77 kg   |                         |                         | střední váha 76–85 kg   | střední váha 75–85 kg   |                            |                           |                           |                           |                           |
| střední váha 72–79 kg   | střední váha 73–79 kg   | velterová váha 69–76 kg   |                         |                         |                         | střední váha 75–85 kg   |                            |                           |                           |                           |                           |
| střední váha 72–79 kg   | střední váha 73–79 kg   | střední váha 67,5–75 kg   | střední váha 67,5–75 kg | velterová váha 66–75 kg |                         |                         |                            |                           |                           |                           |                           |
| střední váha 72–79 kg   | střední váha 73–79 kg   | střední váha 67,5–75 kg   | střední váha 67,5–75 kg | velterová váha 66–75 kg | velterová váha 68–74 kg | velterová váha 68–74 kg | velterová váha 66–74 kg    |                           |                           |                           |                           |
| střední váha 72–79 kg   | střední váha 66,6–73 kg | střední váha 67,5–75 kg   | střední váha 67,5–75 kg | velterová váha 66–75 kg | velterová váha 68–74 kg | velterová váha 68–74 kg | velterová váha 66–74 kg    | velterová váha 67–73 kg   |                           |                           |                           |
| velterová váha 66–72 kg | střední váha 66,6–73 kg | střední váha 67,5–75 kg   | střední váha 67,5–75 kg | velterová váha 66–75 kg | velterová váha 68–74 kg | velterová váha 68–74 kg | velterová váha 66–74 kg    | velterová váha 67–73 kg   |                           |                           |                           |
| lehká váha 63–70 kg     | střední váha 66,6–73 kg | střední váha 67,5–75 kg   | střední váha 67,5–75 kg | velterová váha 66–75 kg | velterová váha 68–74 kg | velterová váha 68–74 kg | velterová váha 66–74 kg    | velterová váha 67–73 kg   |                           |                           |                           |
| lehká váha 63–69 kg     | střední váha 66,6–73 kg | střední váha 67,5–75 kg   | střední váha 67,5–75 kg | velterová váha 66–75 kg | velterová váha 68–74 kg | velterová váha 68–74 kg | velterová váha 66–74 kg    | velterová váha 67–73 kg   |                           |                           |                           |
| lehká váha 62–68 kg     | střední váha 66,6–73 kg | střední váha 67,5–75 kg   | střední váha 67,5–75 kg | velterová váha 66–75 kg |                         |                         | velterová váha 66–74 kg    | velterová váha 67–73 kg   |                           |                           |                           |
| lehká váha 60–67,5 kg   | střední váha 66,6–73 kg | lehká váha 62–67,5 kg     |                         | velterová váha 66–75 kg |                         |                         | velterová váha 66–74 kg    | velterová váha 67–73 kg   |                           |                           |                           |
| lehká váha 60–67,5 kg   | střední váha 66,6–73 kg | lehká váha 62–67,5 kg     | lehká váha 62–67 kg     | velterová váha 66–75 kg | lehká váha 60–67 kg     |                         | velterová váha 66–74 kg    |                           |                           |                           |                           |
| lehká váha 60–67,5 kg   | lehká váha -66,6 kg     | lehká váha 62–67,5 kg     | lehká váha 62–67 kg     | velterová váha 66–75 kg | lehká váha 60–67 kg     |                         | velterová váha 66–74 kg    |                           |                           |                           |                           |
| lehká váha 60–67,5 kg   | lehká váha 61–66 kg     | lehká váha 62–67,5 kg     | lehká váha 62–67 kg     | lehká váha 60–66 kg     | lehká váha 60–67 kg     | lehká váha 59–66 kg     |                            |                           |                           |                           |                           |
| lehká váha 60–67,5 kg   | lehká váha 61–66 kg     | lehká váha 62–67,5 kg     | lehká váha 62–67 kg     | lehká váha 60–66 kg     | lehká váha 60–67 kg     | lehká váha 59–66 kg     | pérová váha 57–63 kg       | pérová váha 58–63 kg      |                           |                           |                           |
| lehká váha 60–67,5 kg   | lehká váha 61–66 kg     | pérová váha 58–62 kg      | pérová váha 57–62 kg    | lehká váha 60–66 kg     | lehká váha 60–67 kg     | lehká váha 59–66 kg     | pérová váha 57–63 kg       | pérová váha 58–63 kg      | pérová váha 57–62 kg      | pérová váha 57–62 kg      |                           |
| lehká váha 60–67,5 kg   | pérová váha 56–61 kg    | pérová váha 58–62 kg      | pérová váha 57–62 kg    | lehká váha 60–66 kg     | lehká váha 60–67 kg     | lehká váha 59–66 kg     | pérová váha 57–63 kg       | pérová váha 58–63 kg      | pérová váha 57–62 kg      | pérová váha 57–62 kg      |                           |
| pérová váha -60 kg      | pérová váha 55–60 kg    | pérová váha 58–62 kg      | pérová váha 57–62 kg    | pérová váha -60 kg      |                         | lehká váha 59–66 kg     | pérová váha 57–63 kg       | pérová váha 58–63 kg      | pérová váha 57–62 kg      | pérová váha 57–62 kg      |                           |
| pérová váha -60 kg      | pérová váha 55–60 kg    | pérová váha 58–62 kg      | pérová váha 57–62 kg    | pérová váha -60 kg      | pérová váha -59 kg      |                         | pérová váha 57–63 kg       | pérová váha 58–63 kg      | pérová váha 57–62 kg      | pérová váha 57–62 kg      |                           |
| pérová váha -60 kg      | pérová váha 55–60 kg    | bantamová váha -58 kg     | pérová váha 57–62 kg    | pérová váha -60 kg      | bantamová váha 54–58 kg |                         | pérová váha 57–63 kg       |                           | pérová váha 57–62 kg      | pérová váha 57–62 kg      |                           |
| pérová váha -60 kg      | pérová váha 55–60 kg    | bantamová váha -58 kg     | bantamová váha 52–57 kg | pérová váha -60 kg      | bantamová váha 54–58 kg |                         |                            |                           |                           |                           |                           |
| pérová váha -60 kg      | pérová váha 55–60 kg    | bantamová váha -58 kg     | bantamová váha -56 kg   | pérová váha -60 kg      | bantamová váha 54–58 kg |                         |                            |                           |                           |                           |                           |
| pérová váha -60 kg      | bantamová váha -56 kg   | bantamová váha -58 kg     |                         | pérová váha -60 kg      | bantamová váha 54–58 kg |                         |                            |                           |                           |                           |                           |
| pérová váha -60 kg      | muší váha -54 kg        | bantamová váha -58 kg     |                         | pérová váha -60 kg      |                         |                         |                            |                           |                           |                           |                           |
| pérová váha -60 kg      | muší váha -52 kg        | muší váha -52 kg          | muší váha 48–52 kg      | muší váha 48–52 kg      |                         |                         |                            |                           |                           |                           |                           |
| pérová váha -60 kg      | muší váha -52 kg        | muší váha -52 kg          | papírová váha -48 kg    | pérová váha -60 kg      |                         |                         |                            |                           |                           |                           |                           |
|                         |                         |                           |                         |                         |                         |                         |                            |                           |                           |                           |                           |
| 4                       | 5                       | 6                         | 7                       | 8                       | 8                       | 10                      | 10                         | 8                         | 7                         | 6                         | 6                         |

### Volný styl
| Váha        | 1904 | 1908 | 1912 | 1920 | 1924 | 1928 | 1932 | 1936 | 1948 | 1952 | 1956 | 1960 | 1964 | 1968 | 1972 | 1976 | 1980 | 1984 | 1988 | 1992 | 1996 | 2000 | 2004 | 2008 | 2012 | 2016 | 2020 | Celkem |
| ----------- | ---- | ---- | ---- | ---- | ---- | ---- | ---- | ---- | ---- | ---- | ---- | ---- | ---- | ---- | ---- | ---- | ---- | ---- | ---- | ---- | ---- | ---- | ---- | ---- | ---- | ---- | ---- | ------ |
| Papírová    | X    |      |      |      |      |      |      |      |      |      |      |      |      |      | X    | X    | X    | X    | X    | X    | X    |      |      |      |      |      |      | 8      |
| Muší        | X    |      |      |      |      |      |      | X    | X    | X    | X    | X    | X    | X    | X    | X    | X    | X    | X    | X    | X    |      |      |      |      |      | 15   |        |
| Bantamová   | X    | X    |      | X    | X    | X    | X    | X    | X    | X    | X    | X    | X    | X    | X    | X    | X    | X    | X    | X    | X    | X    | X    | X    | X    | X    | 24   |        |
| Pérová      | X    | X    | X    | X    | X    | X    | X    | X    | X    | X    | X    | X    | X    | X    | X    | X    | X    | X    | X    | X    | X    | X    | X    | X    |      |      | 24   |        |
| Lehká       | X    | X    | X    | X    | X    | X    | X    | X    | X    | X    | X    | X    | X    | X    | X    | X    | X    | X    | X    | X    | X    | X    | X    | X    | X    | X    | 25   |        |
| Velterová   | X    |      |      | X    | X    | X    | X    | X    | X    | X    | X    | X    | X    | X    | X    | X    | X    | X    | X    | X    | X    | X    | X    | X    | X    | X    | 24   |        |
| Střední     |      | X    | X    | X    | X    | X    | X    | X    | X    | X    | X    | X    | X    | X    | X    | X    | X    | X    | X    | X    | X    | X    | X    | X    | X    | X    | 25   |        |
| Lehká těžká |      |      | X    | X    | X    | X    | X    | X    | X    | X    | X    | X    | X    | X    | X    | X    | X    | X    | X    | X    |      |      |      |      |      |      | 18   |        |
| Těžká       | X    | X    | X    | X    | X    | X    | X    | X    | X    | X    | X    | X    | X    | X    | X    | X    | X    | X    | X    | X    | X    | X    | X    | X    | X    | X    | 25   |        |
| Supertěžká  |      |      |      |      |      |      |      |      |      |      |      |      |      | X    | X    | X    | X    | X    | X    | X    | X    | X    | X    | X    | X    | X    | 13   |        |
| Celkem      | 7    | 5    | 0    | 5    | 7    | 7    | 7    | 7    | 8    | 8    | 8    | 8    | 8    | 8    | 10   | 10   | 10   | 10   | 10   | 10   | 10   | 8    | 7    | 7    | 7    | 6    | 6    |        |

## Ženy

### Volný styl
| Váha             | 04 | 08 | 12 | 16 | 20 | Celkem |
| ---------------- | -- | -- | -- | -- | -- | ------ |
| Muší váha        | X  | X  | X  | X  | X  | 5      |
| Bantamová váha   |    |    |    | X  | X  | 2      |
| Lehká váha       | X  | X  | X  | X  | X  | 5      |
| Střední váha     | X  | X  | X  | X  | X  | 5      |
| Lehká těžká váha |    |    |    | X  | X  | 2      |
| Těžká váha       | X  | X  | X  | X  | X  | 5      |
| Celkem           | 4  | 4  | 4  | 6  | 6  |        |

## Československá a česká stopa v zápase na LOH
| Pořadí | Olympionik        | Zlato    | Stříbro  | Bronz    | Celkem |
| ------ | ----------------- | -------- | -------- | -------- | ------ |
| 1.     | Vítězslav Mácha   | LOH 1972 | LOH 1976 | 0        | 2      |
| 2.     | Jindřich Maudr    | 0        | LOH 1928 | 0        | 1      |
| 3.     | Josef Urban       | 0        | LOH 1932 | 0        | 1      |
| 4.     | Jozef Herda       | 0        | LOH 1936 | 0        | 1      |
| 5.     | Josef Klapuch     | 0        | LOH 1936 | 0        | 1      |
| 6.     | Josef Růžička     | 0        | LOH 1952 | 0        | 1      |
| 7.     | Jiří Kormaník     | 0        | LOH 1964 | 0        | 1      |
| 8.     | Mikuláš Athanasov | 0        | 0        | LOH 1952 | 1      |
| 9.     | Bohumil Kubát     | 0        | 0        | LOH 1960 | 1      |
| 10.    | Miroslav Zeman    | 0        | 0        | LOH 1968 | 1      |
| 11.    | Petr Kment        | 0        | 0        | LOH 1968 | 1      |
| 12.    | Dan Karabin       | 0        | 0        | LOH 1980 | 1      |
| 13.    | Július Strnisko   | 0        | 0        | LOH 1980 | 1      |
| 14.    | Jozef Lohyňa      | 0        | 0        | LOH 1988 | 1      |
|        |                   | 1        | 7        | 7        | 15     |